# スティーヴ・マンダンダ
スティーヴ・マンダンダ（Steve Mandanda、1985年3月28日 - ）は、ザイール（現・コンゴ民主共和国）・キンシャサ出身でフランス国籍のサッカー選手。ポジションはGK。リーグ・アン・スタッド・レンヌ所属。元フランス代表。マルセイユのクラブ最多出場記録保持者。

## クラブ経歴
ル・アーヴルACの下部組織で育ち、2005年8月にプロデビューすると、デビュー戦からの4試合で1点しか許さなかった。すぐさまレギュラーの座を獲得し、2005-06シーズンは30試合、2006-07シーズンは37試合に出場した。2007年夏のシーズンオフにはアストン・ヴィラFCのトライアルなども受けたが、7月14日にオリンピック・マルセイユへレンタル移籍した。
セドリック・カラッソが膝を負傷して長期欠場したため、正GKの座を掴んだ。カラッソが復帰してもポジションを明け渡さず、UEFAチャンピオンズリーグやUEFAカップで好プレーを見せて一躍ビッグクラブから注目を集める存在となった（カラッソはシーズン終了後にトゥールーズFCに移籍）。リーグ戦では失点数こそ多かったものの、グレゴリー・クペやミカエル・ランドローなどリーグを代表する錚々たる実力者達を抑えてシーズン最優秀GK賞を受賞した。2008年3月5日、マルセイユと4年契約を結んで完全移籍を果たした。2011-12シーズン、UEFAチャンピオンズリーグ、ラウンド16、インテル戦2ndではブランドンのゴールをアシストした。
2016年、マルセイユを離れ、プレミアリーグ・クリスタル・パレスFCに移籍。2017年シーズンから再びマルセイユに復帰、UEFAヨーロッパリーグ決勝進出を助けた、また3度目のリーグ・アン最優秀GK賞とリーグ・アンベストイレブンに選出された。
2018年12月22日のアンジェ戦でマルセイユでの通算500試合出場を達成した。2019年9月1日のサンテティエンヌ戦でリーグ戦通算400試合出場を達成した。2021-22シーズン、レギュラーをパウ・ロペスに奪われ、出場機会を大幅に減らした。
2022年7月6日、スタッド・レンヌと2年契約を結んだ。

## 代表経歴
2003年からU-21フランス代表に選ばれ、2006年に出場したUEFA U-21欧州選手権では大会ベストイレブンに選ばれた。2007年にははじめてフランスA代表候補に選ばれた。
2008年2月5日のコンゴDR戦にフランスB代表の一員として出場し、弟のパルフェ・マンダンダと対戦した。5月27日、UEFA EURO 2008本大会前の親善試合・エクアドル戦でフランスA代表デビューし、他の代表GK候補が軒並み調子を落としていたこともあり、本大会出場メンバーに第3GKとして登録された。UEFA EURO 2008後にグレゴリー・クペがフランス代表引退を表明したため、マンダンダが正GKに抜擢され、2010 FIFAワールドカップ欧州予選のはじめの数試合はレギュラーを務めた。しかし、2009年夏頃にウーゴ・ロリスにポジションを奪われ、ワールドカップ南アフリカ大会には第2GKとして臨んだ。 2014 FIFAワールドカップに臨むフランス代表にも呼ばれていたが、2014年5月17日のEAギャンガン戦において、首を痛め負傷退場となった。その後頸椎亀裂骨折で約6週間の離脱の見込みとなったため、ワールドカップの欠場が決まった。2018年、ワールドカップロシア大会では第2GKとして参加。グループリーグ第3戦、デンマーク戦で先発出場したのみであったが、ワールドカップ優勝に貢献した。
2021年、ユーロ参加後、クラブでレギュラーを奪われプレー機会を減らして以降は代表から約1年遠ざかっていたが、2022年9月25日開催のUEFAネーションズリーグ、デンマーク戦を戦うメンバーに選出され、約1年振りに代表復帰を果たすと、2022 FIFAワールドカップに臨むフランス代表に選出された。既にチームは決勝トーナメント進出が決まっていたため、グループリーグ最終節のチュニジア戦ではロリスに代わり先発起用され、好セーブも見せたが、試合は0-1と敗れた。大会終了後に長年代表の正GKを努めてきたロリスと共に代表引退を表明した。

## その他
- 彼には弟が3人いるが、いずれもフランスのクラブでGKを務めている。そのうち一番年齢の近い弟のパルフェ・マンダンダはFCジロンダン・ボルドーの下部組織出身で、トルコのアルタイSKなどでプレーし、コンゴDR代表に選出されている。

## 所属クラブ
- ル・アーヴルAC 2005-2008

→  オリンピック・マルセイユ (loan) 2007-2008
- オリンピック・マルセイユ 2008-2016
- クリスタル・パレスFC 2016-2017
- オリンピック・マルセイユ 2017-2022
- スタッド・レンヌ 2022-

## 代表歴

### 出場大会
- フランス代表
  - 2010 FIFAワールドカップ
  - 2018 FIFAワールドカップ
  - 2022 FIFAワールドカップ

### 試合数
- 国際Aマッチ 35試合 0得点（2008年-2022年）[15]

| フランス代表 | 国際Aマッチ | 国際Aマッチ |
| 年           | 出場        | 得点        |
| ------------ | ----------- | ----------- |
| 2008         | 6           | 0           |
| 2009         | 6           | 0           |
| 2010         | 1           | 0           |
| 2011         | 1           | 0           |
| 2012         | 1           | 0           |
| 2013         | 1           | 0           |
| 2014         | 3           | 0           |
| 2015         | 2           | 0           |
| 2016         | 3           | 0           |
| 2017         | 2           | 0           |
| 2018         | 2           | 0           |
| 2019         | 4           | 0           |
| 2020         | 2           | 0           |
| 2021         | 0           | 0           |
| 2022         | 1           | 0           |
| 通算         | 35          | 0           |

## タイトル

### クラブ
オリンピック・マルセイユ
- リーグ・アン : 2009-2010
- クープ・ドゥ・ラ・リーグ : 2010

### 代表
- FIFAワールドカップ（2018年）

### 個人
- UEFA U-21欧州選手権2006 大会ベストイレブン
- リーグ・アン最優秀GK賞 : 2007-08, 2010-11, 2014-15, 2015-16, 2017-18
- リーグ・アンベストイレブン : 2007-08, 2010-11, 2014-15, 2015-16, 2017-18,2024-2025